# 마라바 커피

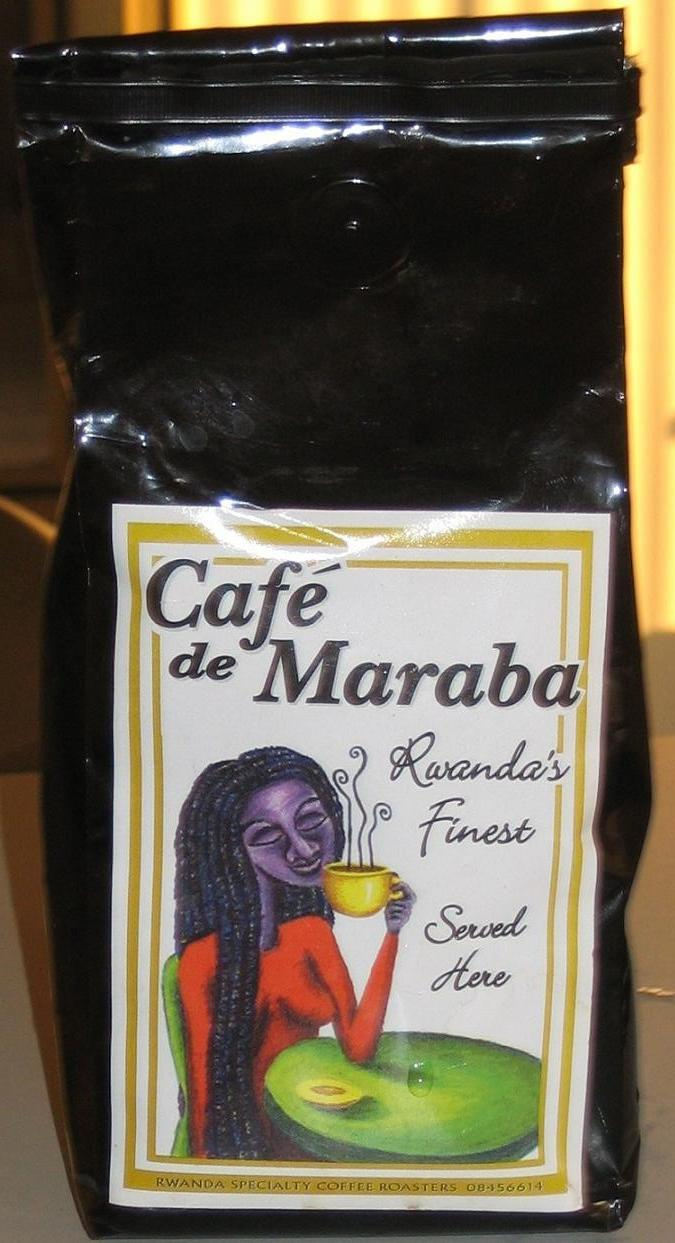

마라바 커피(영어: Maraba coffee, 르완다어: ikawa ya Maraba 이카와 야 마라바)는 르완다 남부 마라바 지역에서 재배된다. 마라바의 커피 식물은 아라비카 코페아(Coffea arabica) 종의 버번(Bourbon) 품종으로 높은 고도의 언덕 위 비옥한 화산 토양에서 재배된다. 과실은 주로 3월과 5월 사이 우기 동안 손으로 따서 커피콩을 추출하고 건조하는 마라바의 세척장으로 가져온다. 여러 단계를 거쳐 콩은 품질에 따라 분류된다. 농부들은 그들이 제공하는 콩의 양과 품질에 따라 크레딧을 받는다.
원두는 다양한 로스팅 회사에 판매되며, 최고의 원두는 공정무역 인증 브랜드와 미국 커뮤니티 커피를 생산하는 영국의 유니언 커피 로스터스(Union Coffee Roasters)에 전달된다. RWASHOSCCO(Rwanda Smallholder Specialty Coffee Company)는 마라바에서 구매하여 국내 시장에 판매한다. 마라바 커피는 맥주로도 만들어진다.
1999년에 설립된 아바후자무감비(Abahuzamugambi) 협동조합에서는 약 500,000명의 소규모 농부들이 커피 식물을 재배하고 있다. 이 협동조합은 2000년부터 르완다 국립대학교(NUR)와 PEARL의 지원을 받아왔다. 협동조합은 커피 품질을 향상시키고 스페셜티 시장에 진출했다.

## 같이 보기
- 커피의 경제학
- 커피의 역사